# Память (фильм, 2021)
«Память» (англ. Memoria) — фильм-драма 2021 года режиссёра и сценариста Апичатпонга Вирасетакула совместного производства Таиланда, Колумбии, Франции, Германии, Мексики и Китая. Главные роли в нём сыграли Тильда Суинтон, Элькин Диас, Жанна Балибар, Хуан Пабло Уррего, Агнес Брекке и Даниэль Хименес Качо. Премьера состоялась 15 июля 2021 года на 74-м Каннском кинофестивале, где картина была удостоена Приза жюри. Фильм стал претендентом от Колумбии на «Оскар» 2022 года в категоии «Лучший фильм на иностранном языке», был номинирован на ряд других премий.

## Сюжет
Главная героиня фильма — Джессика, специалистка по выращиванию орхидей, которая приезжает в Колумбию, чтобы ухаживать за находящейся в состоянии сна сестрой. Вскоре и сама Джессика практически теряет покой — её преследует странный звук, похожий то ли на взрыв, то ли на мощный удар, тревожащий и лишающий сна. Пытаясь понять его происхождение, героиня все больше теряет связь с тем, что принято считать реальностью.

## В ролях
- Тильда Суинтон — Джессика Холланд
- Элькин Диас — взрослый Эрнан Бедойя
  - Хуан Пабло Уррего[англ.] — молодой Эрнан Бедойя
- Жанна Балибар — Агнес Черкински
- Агнес Брекке — Карен Холланд
- Даниэль Хименес Качо — Хуан Оспина
- Жеронимо Барон — Матео Оспина
- Констанца Гутьеррез — доктор Констанца

## Создание и оценки
Проект был анонсирован в марте 2018 года, причём изначально было известно, что главную роль сыграет Тильда Суинтон. В августе 2019 года к актёрскому коллективу присоединились Жанна Балибар, Даниэль Хименес Качо, Хуан Пабло Уррего, Элькин Диас. Съёмки начались в августе 2019 года в Колумбии. Премьера картины состоялась в июле 2021 года на 74-м Каннском кинофестивале, в рамках основного конкурса. 14 января 2022 года «Память» вышла в театральный прокат в Великобритании и Ирландии.
Критики встретили «Память» очень доброжелательно. Тим Гриерсон из Screen Daily назвал её «полноценной медитацией на стыке духовной изоляции и обновления… так же увлекательной и запутанной», как и предыдущие фильмы Вирасетакула. По словам Питера Дебрюге из Variety, в «Памяти» режиссёр «уходит в сторону сверхъестественного: заклинаний и духов, невидимых угроз и животных, которые обладают таинственной угрожающей силой, лишь отчасти понятной людям». Тодд Маккарти из Deadline.com выразил уверенность в том, что картина завоюет благосклонность каннского жюри. Российский кинокритик Антон Долин охарактеризовал «Память» как «два часа чистейшего искусства».
На сайте-агрегаторе отзывов Rotten Tomatoes картина получила рейтинг 90 % при средней оценке 8,1 из 10. На сайте Metacritic средняя оценка составила 91 %, что указывает на «всеобщее признание». Кинокритик Джонатан Розенбаум включил «Память» в свой список лучших фильмов 2022 года.

## Награды и номинации
- 2021 — Приз жюри Каннского кинофестиваля.
- 2021 — приз «Золотой Хьюго» Чикагского кинофестиваля за лучший фильм[14].
- 2021 — специальное упоминание на Гентском кинофестивале.
- 2021 — участие в конкурсной программе Сиднейского и Иерусалимского кинофестивалей.
- 2021 — третье место в списке лучших фильмов года по версии журнала Cahiers du cinéma.
- 2022 — номинация на премию «Ариэль» за лучший латиноамериканский фильм.
- 2022 — премия Лондонского кружка кинокритиков лучшей британской или ирландской актрисе года (Тильда Суинтон), а также номинация за лучший фильм[15].
- 2023 — номинация на премию «Золотой петух» за лучший фильм на иностранном языке.